# Fort Lotfi
Fort Lotfi é uma vila e base militar na comuna de Oum El Assel, no distrito de Tindouf, província de Tindouf, Argélia. Está ligada à rodovia nacional N50 por uma pequena estrada local ao noroeste.